# Portogruaro Calcio
Maillots
Actualités
Le Portogruaro Calcio Associazione Sportiva Dilettantistica, abrégé en Portogruaro Calcio est un club italien de football. Il est basé à Portogruaro dans la province de Venise. En 2009-2010, le club participe à la Ligue Pro Première Division italienne et se qualifie pour la première fois en série B 2010-2011, en terminant deuxième.

## Historique
- 1919 - fondation du club
- 1990 : il fusionne avec l'équipe du hameau de Summaga, d'où son nom actuel